# 野原梨沙
野原 梨沙（のはら りさ、1998年6月6日 - ）は、NHKのアナウンサー。北海道札幌市出身。

## 人物
- 13歳のときに「イオン×オスカープロモーション ガールズオーディション2011」に参加し、北海道地区グランプリに選ばれる（全体のグランプリは女優の小芝風花）[2]。

- 15歳のときに東京に移住し[1]、東京学芸大学に進学。大学3年のとき、ミス・ワールド・ジャパン2019のファイナリストに選ばれる[3]。その後行われたミス・ワールド2019日本大会で審査員特別賞に選ばれた[4]。

- 2021年4月、北海道では初となる地域職員アナウンサーとしてNHKに入局[1]。2ヶ月の研修を経て、NHK札幌に配属となった。NHK札幌に新人アナウンサーが配属されるのは2005年の猪飼雄一以来、16年ぶり[1]。

- 2023年4月、NHK帯広へ異動することになった[5]。

## 現在の担当番組
- ほっとニュースぐるっと道東![6]（キャスター：2023年4月6日[7][8] - ）

## 過去の担当番組
札幌放送局時代（2021年度 - 2022年度）
- どーも、NHK（2021年6月13日・新人お披露目）
- 民謡をたずねて「北海道様似町」（2022年12月1日・8日・15日） - 司会
- 北海道のニュース
- ラジオニュース（札幌放送局発）

帯広放送局時代（2023年度 - ）
- ほっとニュース北海道・ほっとニュース道央いぶりDAYひだか
  - 是永千恵のキャスター代行（2023年10月16日 - 20日、2024年2月19日 - 20日）
  - 飯尾夏帆のキャスター代行（2024年10月3日 - 4日、2025年2月7日、3月10日 - 14日）
- 今日は一日”ボカロ”三昧（2024年2月12日） - 進行
- 民謡をたずねて「北海道中標津町」（2024年6月25日、7月2日・9日） - 司会
- うまいッ!（2024年7月14日「北海道 ブロッコリー」） - 地元応援団（リポーター）
- NHKニュースおはよう日本（2024年8月31日、9月1日） - スポーツコーナー担当（清水敬亮のキャスター代行）
- 北海道まるごとラジオ（2024年9月5日、ラジオ第1）
- あさイチ（2024年11月7日、愛（め）でたいnippon 北海道&秋田）
- 第97回選抜高等学校野球大会（2025年3月30日） - スタンドリポート